# (100597) 1997 PY4
(100597) 1997 PY4 es un asteroide perteneciente al cinturón de asteroides, descubierto el 11 de agosto de 1997 por el equipo del Beijing Schmidt CCD Asteroid Program desde la Estación Xinglong, Hebei, China.

## Designación y nombre
Designado provisionalmente como 1997 PY4.

## Características orbitales
1997 PY4 está situado a una distancia media del Sol de 2,535 ua, pudiendo alejarse hasta 3,023 ua y acercarse hasta 2,047 ua. Su excentricidad es 0,192 y la inclinación orbital 13,00 grados. Emplea 1474,56 días en completar una órbita alrededor del Sol.
El próximo acercamiento a la órbita terrestre se producirá el 4 de junio de 2031.

## Características físicas
La magnitud absoluta de 1997 PY4 es 16,3.